# Shen Yue
Shen Yue (chinesisch 沈約 / 沈约, Pinyin Shěn Yuē, W.-G. Shen Yüeh, * 441; † 513) war ein chinesischer Politiker, Dichter und Historiker. Er stammte aus Huzhou und lebte während der Liang-Dynastie, unter der er das Buch von Song verfasste, das die Geschichte der Früheren Song-Dynastie beschreibt.